# Hypérantès
Hypéranthès (en grec ancien Υπεράνθης / Hyperanthês) était l'un des fils de Darius Ier et de son épouse Phratagounè.

## Biographie
Il meurt avec son frère Abrocomès lors de la bataille des Thermopyles en 480 av. J.-C.